# William Kent (Politiker, 1864)

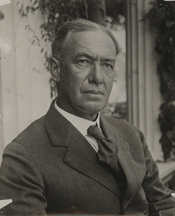
William Kent

William Kent (* 29. März 1864 in Chicago, Illinois; † 13. März 1928 in Kentfield, Kalifornien) war ein US-amerikanischer Politiker. Zwischen 1913 und 1917 vertrat er den Bundesstaat Kalifornien im US-Repräsentantenhaus.

## Werdegang
Im Jahr 1874 zog William Kent mit seinen Eltern in das Marin County in Kalifornien, wo er private Schulen besuchte. Zwischen 1881 und 1883 absolvierte er die Hopkins Grammar School in New Haven (Connecticut). Danach studierte er bis 1887 an der Yale University. Anschließend kehrte er nach Chicago zurück, wo er in der Immobilienbranche und im Viehhandel arbeitete. Zwischen 1895 und 1897 saß er im Stadtrat von Chicago. Politisch gehörte er zum progressiven Flügel der Republikanischen Partei. Ab 1907 lebte er wieder im Marin County.
Bei den Kongresswahlen des Jahres 1910 wurde Kent im zweiten Wahlbezirk von Kalifornien in das US-Repräsentantenhaus in Washington, D.C. gewählt, wo er am 4. März 1911 die Nachfolge von Duncan E. McKinlay antrat. Nach zwei Wiederwahlen als unabhängiger Kandidat konnte er bis zum 3. März 1913 drei Legislaturperioden im Kongress absolvieren. Seit 1913 vertrat er dort als Nachfolger von John E. Raker den ersten Distrikt seines Staates. Im Jahr 1916 verzichtete er auf eine weitere Kandidatur.
Zwischen 1917 und 1920 gehörte William Kent der Bundeszollkommission an. In den folgenden Jahren verfasste er politische und naturwissenschaftliche Artikel. Er starb am 13. März 1928 in Kentfield.